# Патиси (Падова)
Патиси је насеље у Италији у округу Падова, региону Венето.
Према процени из 2011. у насељу је живело 54 становника. Насеље се налази на надморској висини од 20 м.